# ایستگاه متروتاون
ایستگاه متروتاون (انگلیسی: Metrotown station) یک ایستگاه مرتفع در خط اکسپو (اسکای‌ترین) سیستم اسکای‌ترین مترو ونکوور است. این ایستگاه در امتداد بلوار مرکزی، مستقیماً واقع شده‌است. روبروی متروپلیس در مرکز خرید مترو تاون، در برنابی، بریتیش کلمبیا، کانادا. از سال ۲۰۱۹، این دومین ایستگاه شلوغ در سیستم اسکای‌ترین است.